# Fédération colombienne de tennis de table
La Fédération Colombienne de Tennis de Table, en espagnol : Federación Colombiana de Tenis de Mesa (FCTM), est l'instance gérant le tennis de table en Colombie.